# Yverdon-Sport Football Club 2000-2001
Questa voce raccoglie le informazioni riguardanti il Yverdon-Sport Football Club nelle competizioni ufficiali della stagione 2000-2001.

## Stagione
Nella stagione 2000-2001 il Yverdon, allenato da Philippe Perret, concluse il campionato di Lega Nazionale A al 10º posto. Il Yverdon concluse il girone di play-off al 1º posto.

## Rosa
| N. |                           | Ruolo | Calciatore                     |
| -- | ------------------------- | ----- | ------------------------------ |
|    | Svizzera (bandiera)       | P     | Florent Delay                  |
|    | Svizzera (bandiera)       | P     | Mickaël Minder                 |
|    | Portogallo (bandiera)     | P     | Nuno Miguel dos Santos Correia |
|    | Francia (bandiera)        | P     | Pascal Rousseau                |
|    | Svizzera (bandiera)       | D     | Christian Andreoli             |
|    | Svizzera (bandiera)       | D     | Vincent Cavin                  |
|    | Svizzera (bandiera)       | D     | Steeve Devolz                  |
|    | Portogallo (bandiera)     | D     | Víctor Diogo                   |
|    | Costa d'Avorio (bandiera) | D     | Steve Gohouri                  |
|    | Svizzera (bandiera)       | D     | Pascal Jenny                   |
|    | Svizzera (bandiera)       | D     | Raphaël Kehrli                 |
|    | Svizzera (bandiera)       | D     | Alain Rochat                   |
|    | Svizzera (bandiera)       | C     | Piero Constantino              |

| N. |                           | Ruolo | Calciatore         |
| -- | ------------------------- | ----- | ------------------ |
|    | Svizzera (bandiera)       | C     | Loïc Favre         |
|    | Svizzera (bandiera)       | C     | Roman Friedli      |
|    | Brasile (bandiera)        | C     | João Cavalo        |
|    | Brasile (bandiera)        | C     | Juninho            |
|    | RD del Congo (bandiera)   | C     | Serge Mawo Mobwete |
|    | Svizzera (bandiera)       | C     | Francesco Nucera   |
|    | Albania (bandiera)        | C     | Arjan Peço         |
|    | Tanzania (bandiera)       | C     | Njohole Renatus    |
|    | Costa d'Avorio (bandiera) | A     | Yacouba Bamba      |
|    | Italia (bandiera)         | A     | Fabio Grosso       |
|    | Brasile (bandiera)        | A     | Josemar Gil        |
|    | Svizzera (bandiera)       | A     | Pascal Renfer      |

## Organigramma societario
Area tecnica
- Allenatore: Philippe Perret
- Allenatore in seconda:
- Preparatore dei portieri:
- Preparatori atletici:

## Calciomercato

### Sessione estiva
| Acquisti | Acquisti | Acquisti | Acquisti |
| R.       | Nome     | da       | Modalità |
| -------- | -------- | -------- | -------- |

| Cessioni | Cessioni | Cessioni | Cessioni |
| R.       | Nome     | a        | Modalità |
| -------- | -------- | -------- | -------- |

### Sessione invernale
| Acquisti | Acquisti | Acquisti | Acquisti |
| R.       | Nome     | da       | Modalità |
| -------- | -------- | -------- | -------- |

| Cessioni | Cessioni | Cessioni | Cessioni |
| R.       | Nome     | a        | Modalità |
| -------- | -------- | -------- | -------- |

## Risultati

### Lega Nazionale A

#### andata
| Arbitro: | Wildhaber |

|                 |           |           |
| Constantino 70’ | Marcatori | 15’ Frick |

| Arbitro: | Circhetta |

|                                    |           |                             |
| Mazzoni 15’, 25’, 58’ Bühlmann 66’ | Marcatori | 45’ Renfer 81’ (rig.) Diogo |

| Arbitro: | Rogalla |

|  |           |          |
|  | Marcatori | 2’ Renou |

| Arbitro: | Bertolini |

|             |           |         |
| Tschopp 90’ | Marcatori | 80’ Gil |

| Arbitro: | Nobs |

|                 |           |  |
| Constantino 66’ | Marcatori |  |

| Arbitro: | Busacca |

|                        |           |  |
| N'Kufo 6’ Kottmann 90’ | Marcatori |  |

| Arbitro: | Petignat |

|                 |           |                                      |
| Gohouri 2’, 54’ | Marcatori | 43’ Cabanas 87’ Petrić 88’ Smiljanić |

| Arbitro: | Bertolini |

|                      |           |            |
| Peço 71’ Friedli 90’ | Marcatori | 45’ Vurens |

| Arbitro: | Nobs |

|                                             |           |  |
| Rothenbühler 3’ (rig.) Rossi 72’ Gaspoz 90’ | Marcatori |  |

| Arbitro: | Circhetta |

|         |           |           |
| Gil 77’ | Marcatori | 62’ Amoah |

| Arbitro: | Wildhaber |

|                                          |           |                             |
| Khomeriki 8’ (rig.), 62’, 67’ Baudry 52’ | Marcatori | 11’ Peço 43’ Gil 73’ Renfer |

#### ritorno
| Arbitro: | Busacca |

|                                                  |           |  |
| Bühlmann 3’ Bartlett 41’, 65’ Jamarauli 45’, 66’ | Marcatori |  |

| Arbitro: | Rutz |

|                            |           |  |
| Karlen 24’ (aut.) Peço 90’ | Marcatori |  |

| Sion 24 ottobre 2000, ore 19:00 CEST 14ª giornata | Sion | 0 – 0 referto | Yverdon | Stade Tourbillon (5 600 spett.)\| Arbitro: \| Salm \| |
| Arbitro:                                          | Salm |               |         |                                                       |

| Arbitro: | Beck |

|                                             |           |  |
| Gil 14’ Constantino 62’ Devolz 85’ Peço 90’ | Marcatori |  |

| Arbitro: | Wildhaber |

|                                   |           |           |
| Cantaluppi 65’ Kreuzer 67’ (rig.) | Marcatori | 36’ Jenny |

| Arbitro: | Schmid |

|                                     |           |            |
| Gil 27’ Constantino 73’ Gohouri 85’ | Marcatori | 10’ N'Kufo |

| Arbitro: | Rutz |

|           |           |  |
| Bieli 60’ | Marcatori |  |

| Arbitro: | Nobs |

|                       |           |  |
| Petrov 37’ Lonfat 90’ | Marcatori |  |

| Arbitro: | Circhetta |

|             |           |            |
| Gohouri 15’ | Marcatori | 75’ Magnin |

| Arbitro: | Rogalla |

|                                                      |           |  |
| Gane 18’, 55’, 57’, 74’, 78’ Amoah 23’ Zellweger 87’ | Marcatori |  |

| Arbitro: | Beck |

|                          |           |                                    |
| Gil 17’ Gohouri 85’, 90’ | Marcatori | 3’ (rig.), 54’ Wiederkehr 24’ Didi |

### Torneo di promozione/relegazione

#### andata
| Arbitro: | Busacca |

|         |           |           |
| Hoy 30’ | Marcatori | 36’ Bamba |

| Arbitro: | Salm |

|           |           |                            |
| Bamba 33’ | Marcatori | 20’ Gerstenmájer 45’ Garba |

| Aarau 10 marzo 2001, ore 17:30 CET 3ª giornata | Aarau | 0 – 0 referto | Yverdon | Stadion Brügglifeld (1 450 spett.)\| Arbitro: \| Beck \| |
| Arbitro:                                       | Beck  |               |         |                                                          |

| Arbitro: | Sowa |

|                 |           |                           |
| Kehrli 31’, 88’ | Marcatori | 53’ Sawu 90’ (rig.) Fuchs |

| Arbitro: | Circhetta |

|                                               |           |                     |
| Mitreski 37’ Descloux 70’ Sermeter 90’ (rig.) | Marcatori | 6’ Kehrli 56’ Bamba |

| Arbitro: | Schmid |

|                   |           |              |
| Rochat 81’ (rig.) | Marcatori | 26’ Blunschi |

| Arbitro: | Salm |

|                 |           |           |
| Lustrinelli 66’ | Marcatori | 6’ Grosso |

#### ritorno
| Arbitro: | Rogalla |

|                    |           |  |
| Gil 52’ Kehrli 83’ | Marcatori |  |

| Arbitro: | Schluchter |

|                                          |           |                                 |
| Wyss 6’, 85’ (rig.) Blunschi 34’ Rey 53’ | Marcatori | 42’ Cavalo 60’ Kehrli 81’ Favre |

| Arbitro: | Schmid |

|                                              |           |                              |
| Gohouri 29’, 36’ Gil 51’ Andreoli 74’ (rig.) | Marcatori | 4’ Burri 86’ (rig.) Sermeter |

| Arbitro: | Salm |

|          |           |            |
| Sawu 45’ | Marcatori | 24’ Kehrli |

| Arbitro: | Rogalla |

|            |           |          |
| Rochat 19’ | Marcatori | 23’ Didi |

| Arbitro: | Bertolini |

|  |           |                      |
|  | Marcatori | 54’ (aut.) Obhafuoso |

| Arbitro: | Etter |

|                                 |           |                     |
| Favre 44’ Gohouri 56’ Bamba 69’ | Marcatori | 21’ Adippe 83’ Diop |

## Statistiche

### Statistiche di squadra
| Competizione                     | Punti | In casa | In casa | In casa | In casa | In casa | In casa | In trasferta | In trasferta | In trasferta | In trasferta | In trasferta | In trasferta | Totale | Totale | Totale | Totale | Totale | Totale | DR  |
| Competizione                     | Punti | G       | V       | N       | P       | Gf      | Gs      | G            | V            | N            | P            | Gf           | Gs           | G      | V      | N      | P      | Gf     | Gs     | DR  |
| -------------------------------- | ----- | ------- | ------- | ------- | ------- | ------- | ------- | ------------ | ------------ | ------------ | ------------ | ------------ | ------------ | ------ | ------ | ------ | ------ | ------ | ------ | --- |
| Lega Nazionale A                 | 21    | 11      | 5       | 4       | 2       | 20      | 12      | 11           | 0            | 2            | 9            | 7            | 31           | 22     | 5      | 6      | 11     | 27     | 43     | -16 |
| Torneo di promozione/relegazione | -     | 7       | 3       | 3       | 1       | 14      | 10      | 7            | 1            | 4            | 2            | 9            | 10           | 14     | 4      | 7      | 3      | 23     | 20     | +3  |
| Totale                           | 21    | 18      | 8       | 7       | 3       | 34      | 22      | 18           | 1            | 6            | 11           | 16           | 41           | 36     | 9      | 13     | 14     | 50     | 63     | -13 |

### Andamento in campionato
| Giornata  | 1 | 2  | 3  | 4  | 5 | 6  | 7  | 8  | 9  | 10 | 11 | 12 | 13 | 14 | 15 | 16 | 17 | 18 | 19 | 20 | 21 | 22 |
| --------- | - | -- | -- | -- | - | -- | -- | -- | -- | -- | -- | -- | -- | -- | -- | -- | -- | -- | -- | -- | -- | -- |
| Luogo     | C | T  | C  | T  | C | T  | C  | C  | T  | C  | T  | T  | C  | T  | C  | T  | C  | T  | T  | C  | T  | C  |
| Risultato | N | P  | P  | N  | V | P  | P  | V  | P  | N  | P  | P  | V  | N  | V  | P  | V  | P  | P  | N  | P  | N  |
| Posizione | 6 | 11 | 11 | 11 | 8 | 11 | 12 | 10 | 11 | 11 | 11 | 11 | 11 | 11 | 9  | 9  | 9  | 10 | 10 | 10 | 10 | 10 |

Legenda:

Luogo: C = Casa; T = Trasferta. Risultato: V = Vittoria; N = Pareggio; P = Sconfitta.

### Statistiche dei giocatori
| C. Andreoli    | 11 | 1 | 1 | 1 |
| Y. Bamba       | 0  | 0 | 0 | 0 |
| J. Cavalo      | 16 | 0 | 1 | 0 |
| V. Cavin       | 19 | 0 | 3 | 0 |
| P. Constantino | 21 | 4 | 7 | 0 |
| F. Delay       | 18 | 0 | 1 | 0 |
| S. Devolz      | 16 | 1 | 0 | 0 |
| V. Diogo       | 19 | 1 | 2 | 1 |
| L. Favre       | 8  | 0 | 1 | 0 |
| R. Friedli     | 21 | 1 | 0 | 0 |
| J. Gil         | 20 | 6 | 5 | 0 |
| S. Gohouri     | 22 | 6 | 2 | 0 |
| F. Grosso      | 1  | 0 | 0 | 0 |
| R. Iglesias    | 11 | 0 | 2 | 1 |
| T. Ivanovski   | 1  | 0 | 0 | 0 |
| P. Jenny       | 21 | 1 | 2 | 0 |
| J. Juninho     | 18 | 0 | 5 | 0 |
| R. Kehrli      | 14 | 6 | 1 | 0 |
| M. Minder      | 0  | 0 | 0 | 0 |
| S. Mobwete     | 0  | 0 | 0 | 0 |
| F. Nucera      | 5  | 0 | 0 | 0 |
| M. Pantelić    | 3  | 0 | 2 | 0 |
| A. Peço        | 21 | 4 | 6 | 0 |
| N. Renatus     | 0  | 0 | 0 | 0 |
| P. Renfer      | 16 | 2 | 1 | 0 |
| A. Rochat      | 18 | 0 | 2 | 1 |
| P. Rousseau    | 0  | 0 | 0 | 0 |
| N. Santos      | 5  | 0 | 0 | 0 |